# London Vegetable Orchestra
Das London Vegetable Orchestra ist ein britisches Orchester aus London, welches auf Instrumenten aus Gemüse spielt. Es gilt als das einzige derartige Orchester im Vereinigten Königreich.
Das Orchester wurde um 2009 vom Blockflötenbauer Tim Cranmore gegründet. Cranmore wurde in einer Wette herausgefordert, eine Blockflöte aus einer Karotte zu schnitzen, was zur Gründung des Ensembles führte. Viele der ursprünglichen Mitglieder studierten an der Royal Academy of Music. Ab 2016 spielten auch professionelle Musiker des London Symphony Orchestra und des Royal Philharmonic Orchestra mit. Die Gruppe wurde inspiriert durch das Wiener „Gemüseorchester“ The Vegetable Orchestra. Ein weiteres Gemüse-Orchester, welches durch das Wiener Gemüseorchester inspiriert wurde, ist das vom Geiger Dale Stuckenbruck gegründete Long Island Vegetable Orchestra.
Unter den Instrumenten, die von der Gruppe gebaut und gespielt werden, sind Zucchini-Trompeten, Posaunen aus Butternutkürbis, Kürbis-Trommeln und Aubergine-Kastagnetten. Weitere als Instrument verwendete Gemüse sind unter anderem Paprika, Kartoffel und Pastinak. Die Gruppe muss jeweils Instrumente aus frischem Gemüse verwenden, welche am Tag der Aufführung hergestellt werden, um die bestmögliche Klangqualität zu gewährleisten. Das Orchester ist in verschiedenen Fernsehsendungen aufgetreten, darunter Countryfile, Russell Howard's Good News, This Morning, Ant & Dec’s Saturday Night Takeaway und Room 101.
Die Gruppe spielt Musik verschiedenster Genres, vom klassischen Volkslied „Greensleeves“ bis moderner Popmusik wie „Billie Jean“ von Michael Jackson.
Im Oktober 2024 spielte die Band im Rahmen einer Benefiz-Veranstaltung für den Trussel Trust das Musical The Farmonic Orchestra im The Other Palace-Theater in London auf. Der Anlass wurde von Ginsters gesponsert, einem Hersteller von Cornish Pasties. Im Dezember 2024 ging auf Instagram ein Video viral, in welchem die Gruppe in BBC Radio 3 das Stück „Jingle Bells“ spielte. The performance quickly gained over 11 million views. Im April 2025 spielte die Gruppe in Windsor Castle; König Charles III spielte dabei "Twinkle, Twinkle Little Star" auf einer Karotten-Blockflöte. Die Gruppe ist mit dem libanesisch-britischen Musiker Mika aufgetreten und arbeitete im Rahmen eines Marketing-Projekts mit LG Electronics zusammen.